# جشن تولد کیسی
جشنِ تولد کیسی (انگلیسی: Casey's Birthday) یک فیلم کمدی صامت است که در سال ۱۹۱۴ منتشر شد.

## بازیگران
- می هاتلی
- اولیور هاردی[۲]
- چارلز بارنی
- بیلی باورز